# گنجشک‌های علفزار
گنجشک‌های علفزار (نام علمی: Ammodramus) نام یک سرده از تیره زردپره‌ایان است.